# Quinwood
Quinwood est une ville américaine située dans le comté de Greenbrier en Virginie-Occidentale.
Selon le recensement de 2010, Quinwood compte 290 habitants. La municipalité s'étend sur 0,35 milles carrés (0,91 km2).
La ville est fondée en 1921 par Quin Morton et Walter Wood, exploitants de charbon locaux,. Elle devient une municipalité en 1947.